# ジェイムズ・ダフ (第5代ファイフ伯爵)
第5代ファイフ伯爵ジェイムズ・ダフ（英: James Duff, 5th Earl Fife,KT、1814年7月6日 – 1879年8月7日）は、イギリスの貴族、シッスル勲爵士。

## 生涯
サー・アレグザンダー・ダフ（Sir Alexander Duff,GCH、1851年3月21日没、第4代ファイフ伯爵の弟）とアン・ステイン（Anne Stein、1859年2月14日没、ジェイムズ・ステインの娘）との長男として生まれた。
1837年から1857年にかけて、バンフシャー選挙区選出自由党所属の庶民院議員を務めた。エルギンシャー統監を務めたのち、1856年にバンフシャー統監に就任してその死まで同職にあった。1857年に連合王国貴族としてアバディーン州スキーンのスキーン男爵に叙された。完全貴族名鑑によれば、しばしばアイルランド貴族に対して領地指定の概念を無視してスコットランドの地名が充てられることがあったが、ジェイムズに対して父祖がかつて授けられた「ファイフ男爵」ではなく「スキーン男爵」が選ばれた背景にはこうした理由があったという。
1860年にシッスル勲章を受勲した。1879年に邸宅マー・ロッジ(Mar Lodge)で死去、爵位は長男アレグザンダーが継承した。

## 子女
1846年3月16日にアグネス・ヘイ（Agnes Hay、第18代エロル伯爵と国王ウィリアム4世の庶子エリザベス・フィッツクラレンスとの次女）とパリの英国大使館で結婚した。
- アン・エリザベス・クレメンティーナ（1847年 - 1925年）　1865年、第5代タウンゼンド侯爵ジョン・タウンゼンド（英語版）と結婚し1男1女を儲ける。
- アイダ・ルイーザ・アリス（？ - 1918年）　1867年、エイドリアン・ホープと結婚し一女を儲けるも離婚。1880年にウィリアム・ウィルソンと再婚。
- アレグザンダー・ウィリアム・ジョージ（1849年 - 1912年）　1889年、イギリス王エドワード7世の第一王女ルイーズと結婚し、ファイフ公爵を叙爵、1男2女を儲ける。
- アレクシナ（1851年 - 1882年）　1870年、イギリス陸軍ロイヤル・ホースガーズ士官ヘンリー・コヴェントリー（第8代コヴェントリー伯爵ジョージ・コヴェントリーの孫）と結婚。
- アグネス・セシル・エメリン（1852年 - 1925年）　1971年、ダップリン子爵ジョージ・ロバート・ヘイ=ドラモンド（第12代キノール伯爵ジョージ・ヘイ＝ドラモンド（英語版）の長男）と結婚し1女を儲けるも1876年に離婚。同年ハーバート・フラワーと再婚し、1881年に死別。翌1882年、外科医のアルフレッド・クーパー（英語版）と再婚し、1男3女を儲ける[註釈 1][註釈 2]。
- メアリー・ハミルトン（1854年）　夭折

### 註釈
1. ↑  長女ステファニーの曾孫に、第75代イギリス首相デーヴィッド・キャメロンがいる（ステファニー⇒次女エニド・レヴィータ⇒長男イーアン・キャメロン⇒次男デーヴィッド・キャメロン）。
2. ↑  長男ダフ・クーパー（1890年 - 1952年）は、戦争大臣（1935年 - 1937年）や海軍大臣（英語版）（1937年 - 1938年）、情報省担当大臣（英語版）（1940年 - 1941年）、ランカスター公領大臣（1941年 - 1943年）などを歴任した保守党の政治家であり、1952年にノリッジ子爵（英語版）を叙爵した。